# Frederick Tootell
Frederick Tootell (Estados Unidos, 9 de septiembre de 1902-29 de septiembre de 1964) fue un atleta estadounidense, especialista en la prueba de lanzamiento de martillo en la que llegó a ser campeón olímpico en 1924.

## Carrera deportiva
En los JJ. OO. de París 1924 ganó la medalla de oro en el lanzamiento de martillo, llegando hasta los 53.285 metros, superando al también estadounidense Matthew McGrath y al británico Malcolm Nokes (bronce con 48.875 metros).